# Thecla ornata
Thecla ornata är en fjärilsart som beskrevs av John Henry Leech 1890. Thecla ornata ingår i släktet Thecla och familjen juvelvingar. Inga underarter finns listade i Catalogue of Life.